# 白海-波羅的海運河

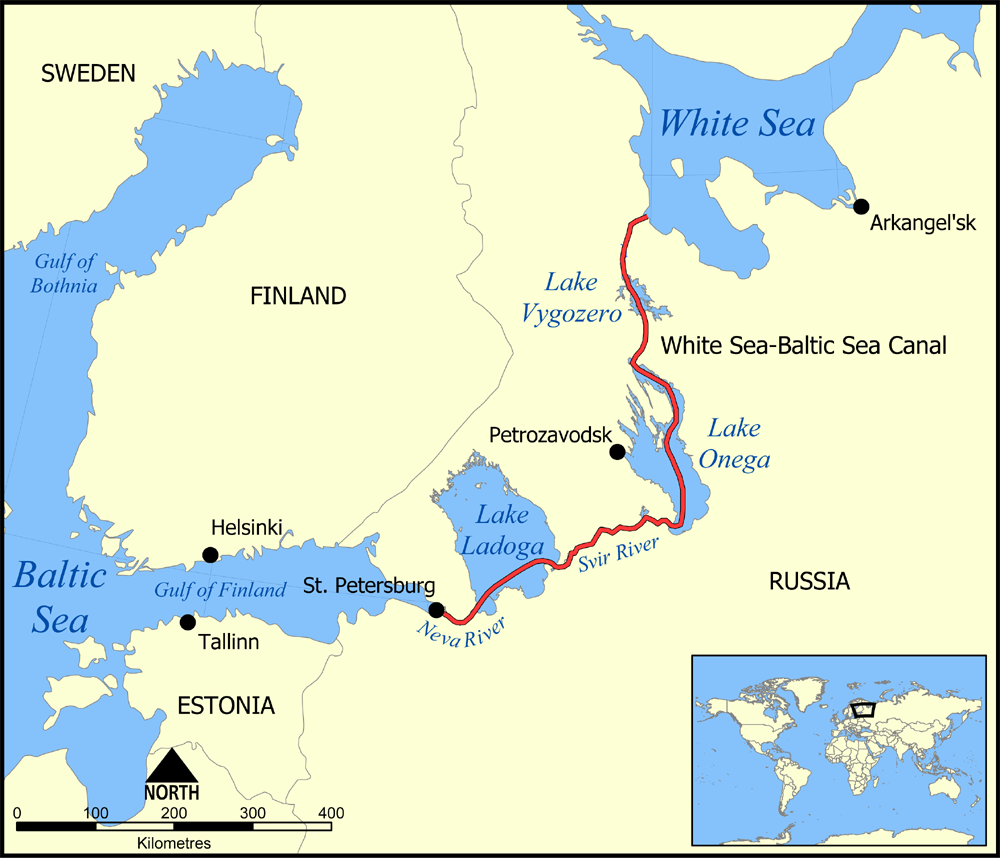
白海-波羅的海運河位置圖

白海-波羅的海運河 （俄语：Беломорского-Балтииский канал）啟用於1933年8月2日，是連接白海與俄羅斯聖彼得堡附近波羅的海的運河。原名斯大林白海-波羅的海運河 （俄语：Беломорского-Балтииский канал имени Сталина）。

## 水道
運河部份河段借用了數條河流和三個湖泊：拉多加湖、奧湼加湖和維戈澤羅湖，全長227公里，其中48千米是人工新建。由於水深只有12英呎，多數船隻不能使用 （每天只有10-40艘船使用），經濟價值大打折扣，而蘇聯卻視之為第一個五年計劃的成功例子。
运河的南半部分从奥涅加湖-斯维里河-拉多加湖-涅瓦河-波罗的海，为天然的湖、河道来通航。运河的北半部分从奥涅加湖到白海，为人工开辟的通航航道。从奥涅加湖北部的“外奥涅加湾”开始、经过波韦涅茨湾、湖北岸的波韦涅茨居民点登陆近距离布设了7座船闸以爬上奥涅加-拉多加流域与白海的分水岭。这被称作“波韦涅茨阶梯”。运河的最高处为7号船闸与8号船闸之间长达22km的天然湖泊。北坡有12座船闸，从8号船闸到19号船闸。其中9号与10号船闸之间是维戈泽罗湖。从维戈泽罗湖到白海利用了下维格河的天然河道。
运河船闸的最小尺寸为14.3米宽，135米长，大都是单线双级船闸。航道为36米宽，3.5米(11.5英尺)深，最小曲线半径500米。相当于现行的中国内河航道等级一级航道与二级航道之间。人工航道航速限制为8km/h。可见度低于1km之下时停航。 2010年，运河通航期为5月20日至10月30日。

## 建筑史

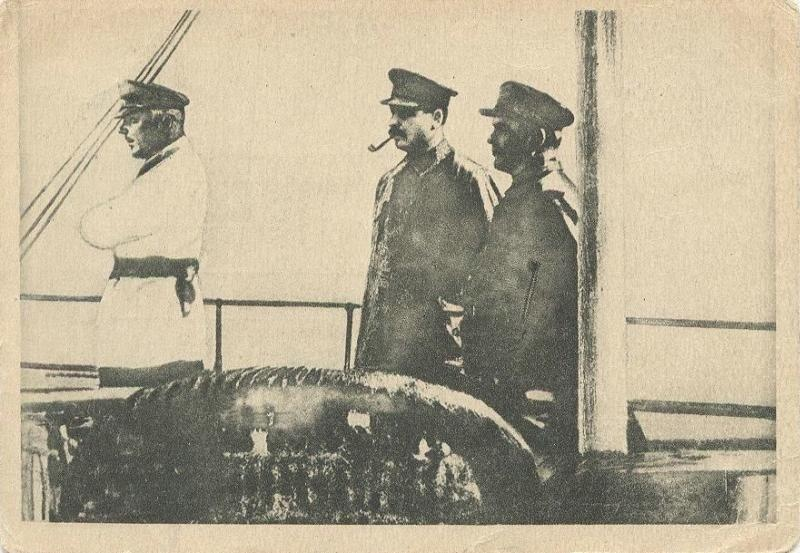
斯大林、伏罗希洛夫和基洛夫在白海-波罗的海运河上。

工程由1931年開始到1933年完成，只花了二十個月的時間，比原訂工期提前四個月完工，而工程幾乎都以人力進行。修築期間死亡的勞改犯人達1万到2.5万人之多。

### 保存、紀念与记载
事實上，這是蘇聯第一個利用勞改犯的大型工程。相關的委員會調動了15萬的犯人。蘇聯當局以此作為勞改成效的證明。由於他們的理念是「以勞動改造人」，工作條件非常惡劣。在當局精心安排下，最残酷的情況被掩飾之后，一班成員包括高尔基、阿列克谢·托尔斯泰、什克洛夫斯基、左琴科等人的作家和藝術家進行了參訪，并撰文称赞这一成就。但當中什克洛夫斯基並非隨團，而是自己到工地去的，而高爾基亦只是組織者，自己根本沒有一同前往。在1929年高氏曾訪問過索洛韦茨基群岛並在《我們的成就》雜誌上撰寫其見聞。
為紀念運河落成，蘇聯有一種名為「白-波運河」的香煙。蘇聯解體後，大量的紀錄解密，利用人力手工打造運河的做法被放出，修築過程中近似酷刑的勞動條件才被人所知，在普沃涅茨 （Povonets）有紀念被迫害者的紀念碑。Nikolay Pogodin甚至以此為題材，寫了一個喜劇劇本。

## 运河运用
1985年，运河年货运730万吨创造了历史记录。1990年后，货运通航急剧下降，2007年年货运量仅40万吨。 
运河使得从俄罗斯腹地的重型大件通过水运，运输到西伯利亚内河的内陆港口。例如，2007年夏，从奥卡河畔捷尔任斯克生产的大型炼油塔经过伏尔加-波罗的海运河、波罗的海-白海运河、白海与北冰洋航线运送到东西伯利亚的图鲁汉斯克附近的油田。2011年，圣彼得堡制造的巨型水轮机组经过运河、北冰洋运到叶尼塞河腹地的萨彦-舒申斯克水电站。
运河目前水力发电装机240百万瓦。

## 參看
- 多瑙-黑海運河
- 莫斯科運河
- 伏爾加-頓河運河
- 《斯大林白海-波罗的海运河修建史》，高尔基作品

## 外部連結
- 白海-波羅的海運河 （页面存档备份，存于）
- 開放社會檔案室的圖片與資料
- 《強制勞動的經濟學：蘇聯的勞改營》節選